# Пахомов, Сергей Александрович
Серге́й Алекса́ндрович Пахо́мов (род. 6 августа 1975 года, Загорск, Московская область, РСФСР, СССР) — российский политический и государственный деятель. Председатель комитета Государственной Думы по строительству и жилищно-коммунальному хозяйству с 12 октября 2021 года. Член фракции «Единая Россия».
Глава Сергиево-Посадского района (16 февраля 2014 — 23 сентября 2016). С ноября 2006 г. по июнь 2014 г. — Президент футбольного клуба «Текстильщик» (Иваново).
Из-за вторжения России на Украину, находится под международными санкциями Евросоюза, США, Великобритании и ряда других стран

## Ранние годы и образование
Сергей Пахомов родился 6 августа 1975 года в городе Загорск (ныне — Сергиев Посад) Московской области. Отец работал строителем в структурах Министерства обороны, мать — специалист Загорского электромеханического завода «Звезда».
С 1982 года по 1990 год учился в загорской общеобразовательной школе № 5, с 1990 по 1992 год — в школе № 14. В 1994 году поступил в Хотьковский аграрный техникум на специальность «Бухгалтерский учёт и аудит», который окончил с красным дипломом.
В 1998 году поступил в Московскую финансово-юридическую академию на факультет юриспруденции. В 2008 году получил второе высшее образование, закончив Северо-Западную академию государственной службы (специальность «Государственное и муниципальное управление»).
Кандидат исторических наук (2005 год).

## Карьера
- 1993—1994 годы — руководитель хозяйственной части в ЗАО «ЛДР».
- 1994—1995 годы — заместитель директора по снабжению компании «Политранс».
- 1995—2001 годы — директор ООО «Цефей».
- 2001—2002 годы — директор ООО «Стройтайм СП».
- 2002—2004 годы — директор МУК КПЦ «Дубрава».
- 2004—2005 годы — сотрудник Правительства Московской области, заместитель руководителя Территориального исполнительного органа государственной власти Московской области.
- В 2005 году — сотрудник мэрии города Москвы, заместитель руководителя межрегионального фонда «Сотрудничество».
- 2005—2008 годы — заместитель председателя правительства Ивановской области, руководитель Комплекса внутренней политики.
- В марте 2008 года избран депутатом Ивановской областной Думы пятого созыва по единому областному избирательному округу от «Единой России».
- 2008—2013 годы — председатель Ивановской областной Думы пятого созыва[5].
- В сентябре 2013 года избран депутатом Ивановской областной Думы шестого созыва, выдвинут на пост члена Совета Федерации. Досрочно сложил полномочия сенатора от Ивановской области.
- 2 декабря 2013 года назначен временно исполняющим обязанности Главы Сергиево-Посадского района, сменив на этом посту «единоросса» Владимира Короткова[6].
- С 16 февраля 2014 года по 23 сентября 2016 года — Глава Сергиево-Посадского района.
- На выборах в Государственную Думу Федерального Собрания РФ VII созыва выдвигался по 125 Сергиево-Посадскому одномандатному избирательному округу, одержал победу, с 18 сентября 2016 года — депутат Государственной Думы Федерального Собрания РФ VII созыва[7].
- На выборах в Государственную Думу Федерального Собрания РФ VIII созыва выдвигался по 125 Сергиево-Посадскому одномандатному избирательному округу, одержал победу, с 19 сентября 2021 года — депутат Государственной Думы Федерального Собрания РФ VIII созыва[8].

## Санкции
25 февраля 2022 года, на фоне вторжения России на Украину, включён в санкционный список стран Евросоюза в ответ на решение России признать территории Донецкой и Луганской областей Украины и на решение об отправке туда российских войск.
11 марта 2022 года внесён в санкционный список Великобритании «за признание независимости двух сепаратистских регионов в Украине».
30 сентября 2022 года был внесён в санкционный список США в ответ на «фиктивные референдумы» и «аннексию территорий Украины российскими оккупационными силами». Государственный департамент отмечает что депутаты единогласно приняли закон о фейках, а некоторые депутаты сыграли ключевую роль в распространении российской дезинформации о войне.
27 июня 2022 года внесён в санкционный список Канады «соратников режима» за «поддержку неспровоцированного и неоправданного вторжения России в Украину»
По аналогичным основаниям находится в санкционных списках Швейцарии, Австралии, Японии, Украины и Новой Зеландии.

## Законотворческая деятельность
С 2016 по 2019 год, в течение исполнения полномочий депутата Государственной Думы VII созыва, выступил соавтором 46 законодательных инициатив и поправок к проектам федеральных законов.

## Семья и личная жизнь
Женат, двое сыновей (двойняшки). Жена — Юлия Сосина, дети — Слава и Игорь.

## Собственность
В сентябре 2022 года, журналисты «Важных историй», сообщили что Пахомов владеет двумя квартирами в Болгарии. При этом имущество семьи Пахомовых оформлено на супругу Юлию Сосину и тёщу Ольгу Сосину.

## Награды
- Награждён почётной грамотой Совета Федерации (2006 г.).
- В 2009 году вошёл в список лиц, включенных в резерв управленческих кадров, находящихся под патронажем Президента Российской Федерации.
- 3 июня 2010 года Президентом России Д. А. Медведев объявлена благодарность — за заслуги в законотворческой деятельности и многолетнюю добросовестную работу.
- В 2011 году получена высшая награда Совета Федерации — почётный знак «За заслуги в развитии парламентаризма» (2011 г.).
- Награждён почётной грамотой Государственной Думы РФ (2013 г.).
- Благодарность Правительства Российской Федерации (16 декабря 2019 года) — за большой вклад в развитие российского парламентаризма и активную законотворческую деятельность[22].